# Chaetopsylla mirabilis
Chaetopsylla mirabilis är en loppart som beskrevs av Ioff et Argyropulo 1934. Chaetopsylla mirabilis ingår i släktet Chaetopsylla och familjen grävlingloppor. Inga underarter finns listade i Catalogue of Life.